# Ямамото Цунетомо
Ямамото Цунетомо (на японски: 山本 常朝) е японски самурай и будистки монах.

## Биография и творчество
Ямамото Цунетомо е роден на 11 юни 1659 г. в района на домейна „Сага“, провинция Хидзан, Япония.
Обучаван за самурай от деветгодишен, той посвещава тридесет години в служба на своя господар от клана Набешима. Никога не участва в битка, тъй като живее в мирен период след многогодишната война на клановете. Когато Набешима умира през 1700 г., Ямамото не може да следва своя господар в смъртта чрез сепуко въпреки желанието си, защото господарят му е забранил тази практика. Ако бе нарушил заповедта, то семейството му ще бъде наказано, поради което Ямамото се оттегля в почти пълно уединение в подножието на планината, северно от Сага, като монах с името Йочо Киокузан.
В периода 1709 – 1716 г. го посещава младият самурай Таширо Цурамото. На него Ямамото предава спомените си за бащата и дядото на господаря му Набешима, за правилата и начина на живот на самурайската каста, и цялата си житейска философия обхващаща теми като морала, войнската доблест, верността към господаря. Цунетомо споделя, че решението да се посветиш на смъртта води до по-високо състояние на живот, вменено с красота и благодат, недостъпно за онези, които се занимават със своето самосъхранение. Той се характеризира като човек на непосредственото действие и критикува внимателно планираната вендета на четиридесет и седемте ронини.
Младият самурай усърдно записва всичко в ръкопис наречен „Записки за онова, което чух под сянката на листата“. Той не спазва обещанието си да го изгори след смъртта на Цунетомо и дълги години ръкописът се пази като скрито съкровище на клана Набешима.
През 1716 г. ръкописът е публикуван под заглавието „Хагакуре“, дума, която може да се преведе като „Скрити листа“. През 30-те години на 20. век Ямамото става един от най-известните представители на бушидо, а „Хагакуре“ една от най-известните книги в Япония и основа за обучение на японските военни. Книгата „Хагакуре“ е носена от летците камикадзе, поради което след войната е била забранена и унищожавана от окупационните власти.
Ямамото Цунетомо умира на 30 ноември 1719 г.

## Издания в България
- Хагакуре – Записките на самурая, изд.: ИК „Изток-Запад“, София (2003), прев. Данчо Господинов
- Бушидо: Пътят на самурая, изд.: ИК „Труд“, София (2015), прев. Петър Герасимов